# Armando Fernández (fumettista)
Armando Segundo Fernández (Buenos Aires, 1945 – Buenos Aires, 13 giugno 2019) è stato un fumettista argentino.

## Carriera
Debuttò precocemente nella sceneggiatura di strisce a fumetti, all'età di 14 anni, nel 1959.
Dagli anni sessanta divenne collaboratore della casa editrice argentina Editorial Columba, affiancandosi a disegnatori quali Horacio Altuna, Rubén Marchionne, Carlo Casalla ed altri.